# サバ
サバ（鯖、青花魚、鮄、英: Mackerel）は、スズキ目・サバ科のサバ属（Scomber）・グルクマ属（Rastrelliger）・ニジョウサバ属（Grammatorcynus）などに分類される魚の総称。世界各地で食される。日本近海ではマサバ（真鯖）、ゴマサバ、グルクマ、ニジョウサバ（二条鯖）の計4種が見られる。

## 日本産サバ類
生物学的側面は各記事を参照。
- サバ属 Scomber
  - マサバ S. japonicus - 腹側は無地の銀白色、背中は斑点列。
  - ゴマサバ S. australasicus - 腹側に黒い斑点が多数、、背中は斑点列。
  - 大西洋サバ（通称ノルウェーサバ） S. scombrus - 腹側は無地の銀白色、背中は曲線模様。日本近海には生息しておらず、冷凍品がノルウェーから輸入されている。
- グルクマ属 Rastrelliger
  - グルクマ R. kanagurta - 背中は斑点列。日本では南西諸島だけで漁獲される
- ニジョウサバ属 Grammatorcynus
  - ニジョウサバ G. bilineatus- 側線が背側と腹側に分岐する。南西諸島で稀に漁獲される
  - Grammatorcynus bicarinatus (Quoy & Gaimard, 1825), shark mackerel

## 漁獲

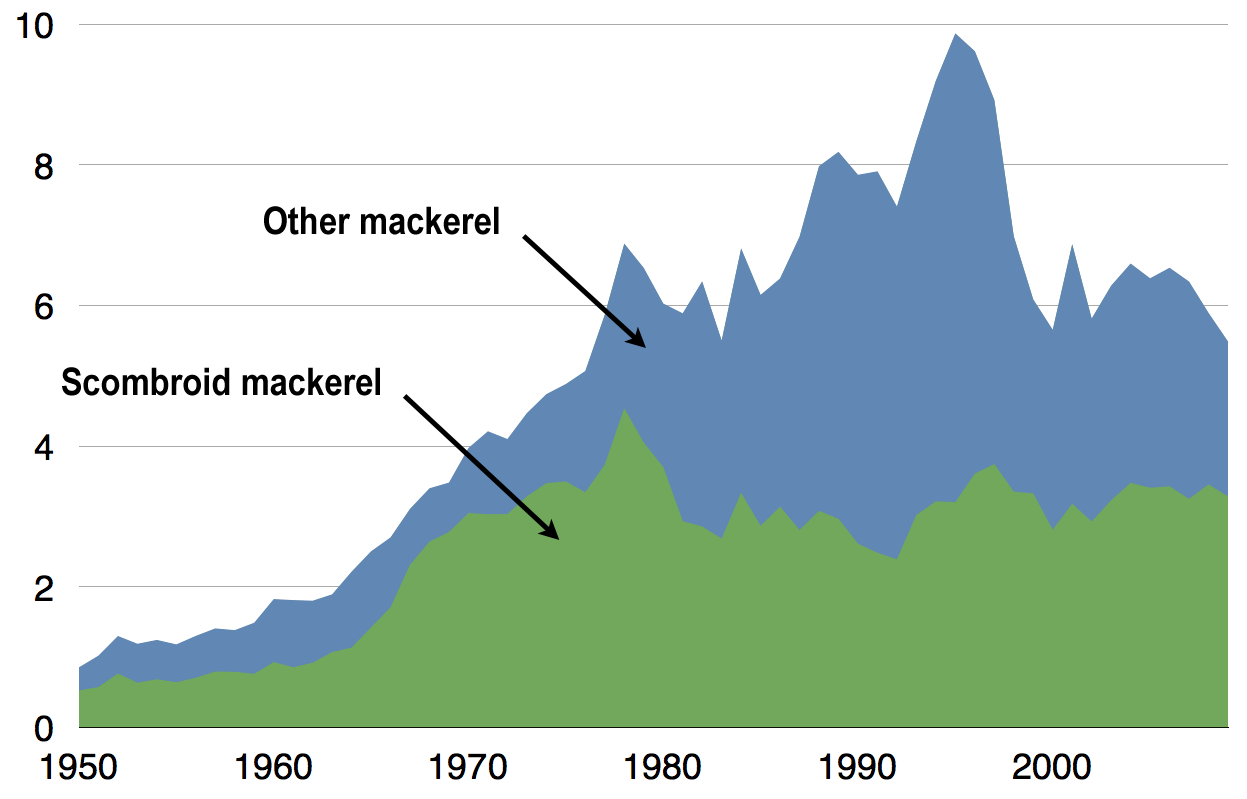
全世界の漁獲高

日本の太平洋各地で水揚げされるサバは秋が旬で、「秋サバ」と称される。太平洋沿岸を回遊するサバは、伊豆半島沖で春頃に産卵し、餌を食べながら北上する。特に北海道沖での海域はプランクトンが豊富にありサバは丸々と太るが、脂肪分は皮と身の間などに貯められ、身に均等に回っていない。このサバが産卵のために南下を始める時期が9月-10月頃であり、その時期のサバは脂肪が身に入り込み、身も締まって風味は格段に上がる。特に八戸沖で水揚げされる「戻りのサバ」は最良とされている。北上するサバと南下するサバとでは脂肪含有率が全く違うが、脂肪含有率の多い順は北海道沖→八戸沖→三陸沖→常磐沖→銚子沖→伊豆沖となる。九州沿岸で水揚げされるサバは、冬が旬であり俗に「寒サバ」とも称する。真鯖の漁場が韓国の済州島辺りになってきている。
大西洋サバ（通称ノルウェーサバ, S. scombrus）は秋が旬である。アイルランド沖で春先に産卵し、孵化した幼魚は餌をとりながらノルウェー南部海域を目指す。ノルウェー南部海域にはルンベと称される浅瀬があり、そこには海草が生い茂り波も静かでプランクトンが豊富である。幼魚時期にそこで成長し、回遊ができる体になってから北上を始める。ノルウェー北部海域にはプランクトンが豊富にある海域があり、索餌行動をして丸々と太ったサバは産卵のため南下を始める。程よく脂も抜けて、身もしまり風味が良くなる時期が、9月中旬から10月中旬である。特にオーレスンド沖で水揚げされる戻りのサバが最良とされている。脂肪含有率の目安は、8月漁獲サバ：約30 - 32%、9月中旬 - 10月中旬漁獲サバ：約28%前後、1月漁獲サバ：約24%、3月漁獲サバ：約16 - 18%となる。
漁業の対象としてだけでなく、食用としての価値や引きの強さから、個人的な釣りでも人気が高い。

### 日本の漁獲および輸出入
2016年度の日本の漁獲量は約49万トンで、1位の中国（約50万トン）に次ぐ世界2位である。このうち半分の約25万トン（2018年度）を海外に輸出している。一方、日本への輸入は約7万トン（2018年度）であり、そのうちの9割がノルウェー産である。
県別にみると、2017年度の水揚量の1位は「茨城常磐のマサバ」で有名な茨城県で、125,522トン。福井県では1974年には12,697トンの水揚げがあったが、2017年には203トンになった。
ヨーロッパ諸国では漁獲されるのは大型がメインとなるが、日本では漁獲されるのは小型のサバがメインである。しかし2018年に漁業法が改正されたことを受けて状況は変わりつつある。
ヨーロッパ産は高価であるが、脂が乗っておいしいため、日本にはノルウェー産が輸入されており、日本のスーパーで販売されるサバのうち7割（2018年度）がノルウェー産である。一方、日本で主に漁獲される小型のサバは、主に缶詰（サバ缶）に加工される他、「生餌」としてブリやマグロなどの養殖魚のエサに使われる。小型のサバは脂が乗っていないので日本の消費者には好まれないが、安価であり、アフリカ諸国の人でも購入しやすいため、日本の漁獲量の半分が輸出に回され、そのうち6割（2018年度）がナイジェリアやエジプトを中心とするアフリカ諸国に輸出され、残りの4割はアジア諸国を中心に輸出されている。川商フーズが「GEISHA」ブランドの鯖缶を海外で販売しており、特にガーナやナイジェリアを中心とする西アフリカでは国民食とも言える人気となっている。
マサバ及びゴマサバは資源の減少のため、1997年より日本で漁獲可能量（TAC）が設定されているが、設定された漁獲可能量（2018年度は812,000トン）を実際の漁獲量（2018年度は約50万トン）が下回る状態が続いており、あまり資源が回復していない。また輸出されるサバのキロ単価でも、ノルウェー産が約195円なのに対して日本産は106円と、約半分となっており、漁獲者はあまり儲かっていない。その理由としては「未成魚の漁獲圧」、つまりノルウェーでは30cm以下のサバを食用で漁獲することができないのに、日本では「ローソク」と呼ばれる子供のサバが盛んに水揚げされていることなどが考えられている。
日本でサバの資源量が少なくて未成魚しか獲れず、しかも未成魚を漁獲しても安く買いたたかれるにもかかわらず、未成魚が乱獲されている理由としては、日本でサバの資源量が減少していて未成魚しか獲れず、しかも未成魚は安く買いたたかれるので、ますます未成魚のサバを大量に漁獲せざるを得ないという悪循環が考えられている。漁獲を制限するために漁獲可能量の数字が設定されるため、漁獲量が漁獲可能量の数字に達した時点で漁獲をストップするが（そのため、毎年の漁獲量は漁獲可能量と同じ数字となる）、日本では漁獲可能量がとても大きく設定されており、どれだけ漁獲しても漁獲可能量に達することがなく、乱獲の歯止めとならないのも理由の一つと考えられている。
日本近海のサバの資源量（水産庁による推測）は、1990年代以降に10万トン台まで落ち込んだが、2000年代以降に回復基調にあり、特に2010年代以降に大きく回復し、2016年には約72万トンにまで回復したと評価されている。その背景として、漁獲抑制と、2011年の東日本大震災で漁港が壊滅して漁獲圧が減ったことが考えられている。そのため、サバの漁獲可能量も増やされているが、それでもまだ1980年代の水準（140万トン程度）には戻っておらず、漁獲可能量の見直しが再び乱獲を招くとの批判がある。
資源管理がなされたうえで漁獲されたサバは、乱獲ではないことを証明するために海洋管理協議会（MSC）の評価を受け、パッケージに「海のエコラベル」と呼ばれる「MSC認証シール」が貼ってある。「MSC認証」の存在も日本でノルウェー産サバのブランド価値を高めている要素の一つで、日本の小売り大手のイオンでは自社ブランドで「MSC認証さば」を販売しており、2017年に500万パックを販売したと言う。しかし2019年はノルウェーでもサバを獲りすぎ、MSC認証が停止された。

## 食材

### 一般論
マグロやアジ等と並んで世界的に消費量の多い魚である。日本では焼き魚、煮魚（鯖味噌など）、寿司（鯖寿司、焼きサバ寿司）、〆鯖（しめさば）、なれ鮨等として多く食べられる他、めんつゆの原料など加工用途としての需要も高い。
胡麻鯖（福岡県）のような郷土料理も各地にあるほか、缶詰（サバ缶）にされる煮鯖も多い。鰹節と同様の「鯖節」（さばぶし）にされることもある。他の主要な食用魚と比較して傷みが早いため、生食は寄生虫や食中毒の問題がありタブーとされているが、関さばや葉山の根付きさばといったブランド鯖や、生育管理された養殖鯖（長崎ハーブ鯖など）で、尚且つ取れたてのものは、〆鯖ではない刺身でも食べられる。生食できることやブランド鯖であることを売り物にする産地や漁業者も拡大傾向にある。
DHA（ドコサヘキサエン酸）や EPA（エイコサペンタエン酸）などの高度不飽和脂肪酸 - ω-3脂肪酸（Omega-3）が多く含まれている点も注目されている。また新規化合物セレノネインが含まれおり、その抗酸化作用も注目されている。その一方で「鯖の生き腐れ」と呼ばれるほど鮮度の低下が著しいという欠点もある。またヒスチジンを多く含むためにアレルギー源となるヒスタミンを生じやすく、蕁麻疹の原因となることがある。
マサバでは豊後水道の関さば・岬さば（はなさば）、三浦市松輪の松輪サバ、ゴマサバでは屋久島の首折れ鯖、土佐清水市の清水サバなどの地域ブランドが存在する。
漁獲量の低下により養殖が行われるようになっている。養殖は大分県や鳥取県で盛んに行われ、輸入品はノルウェーがあり、主に塩蔵品（塩さば）に加工される。

様々な調理例
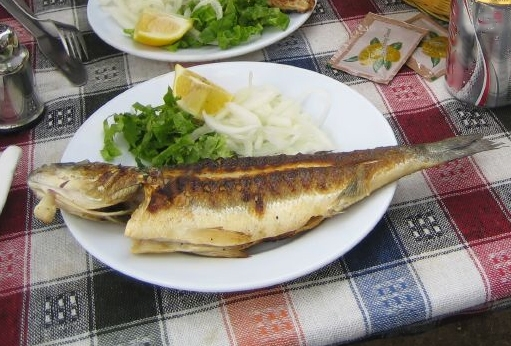
グリル
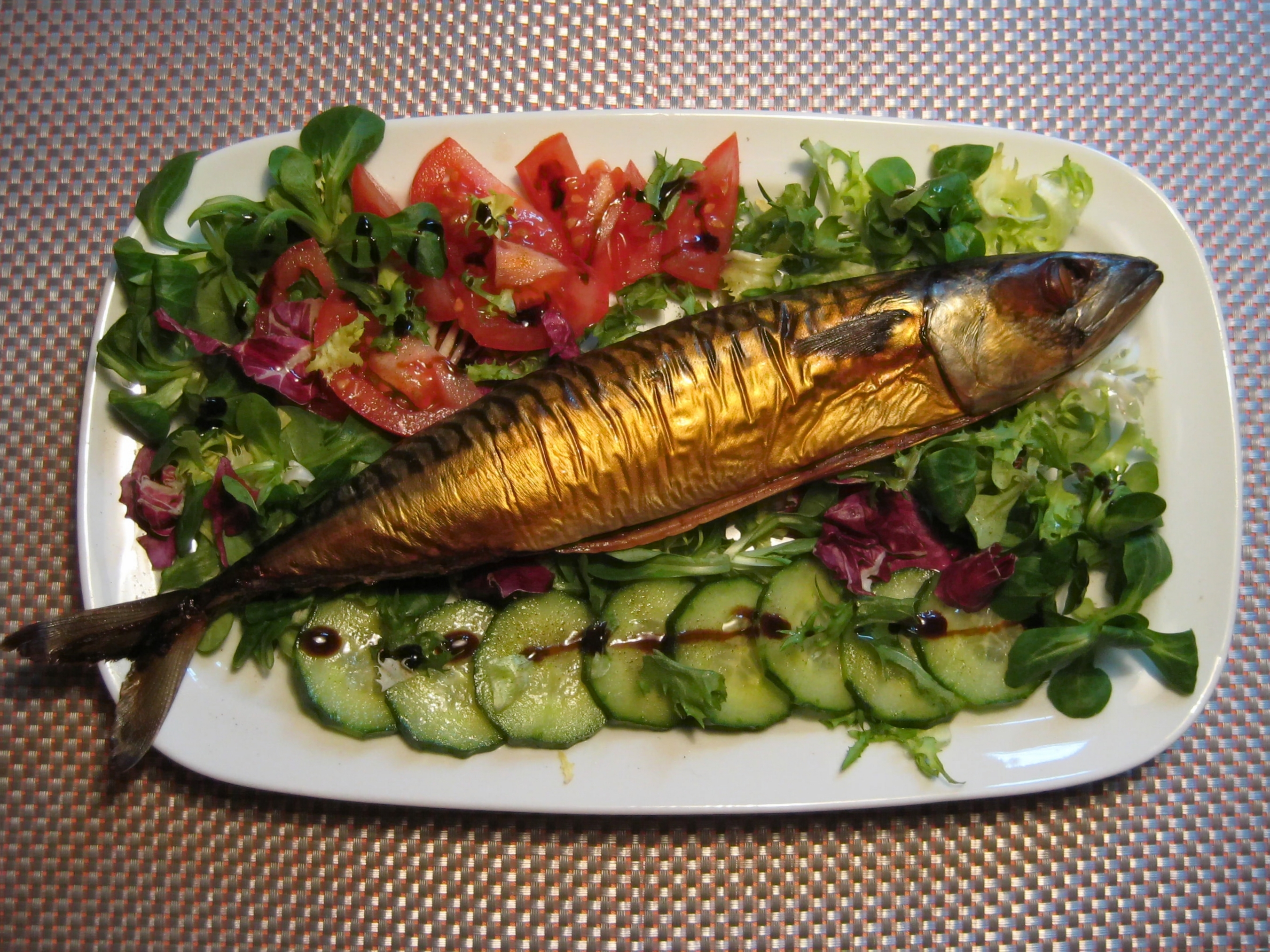
燻製
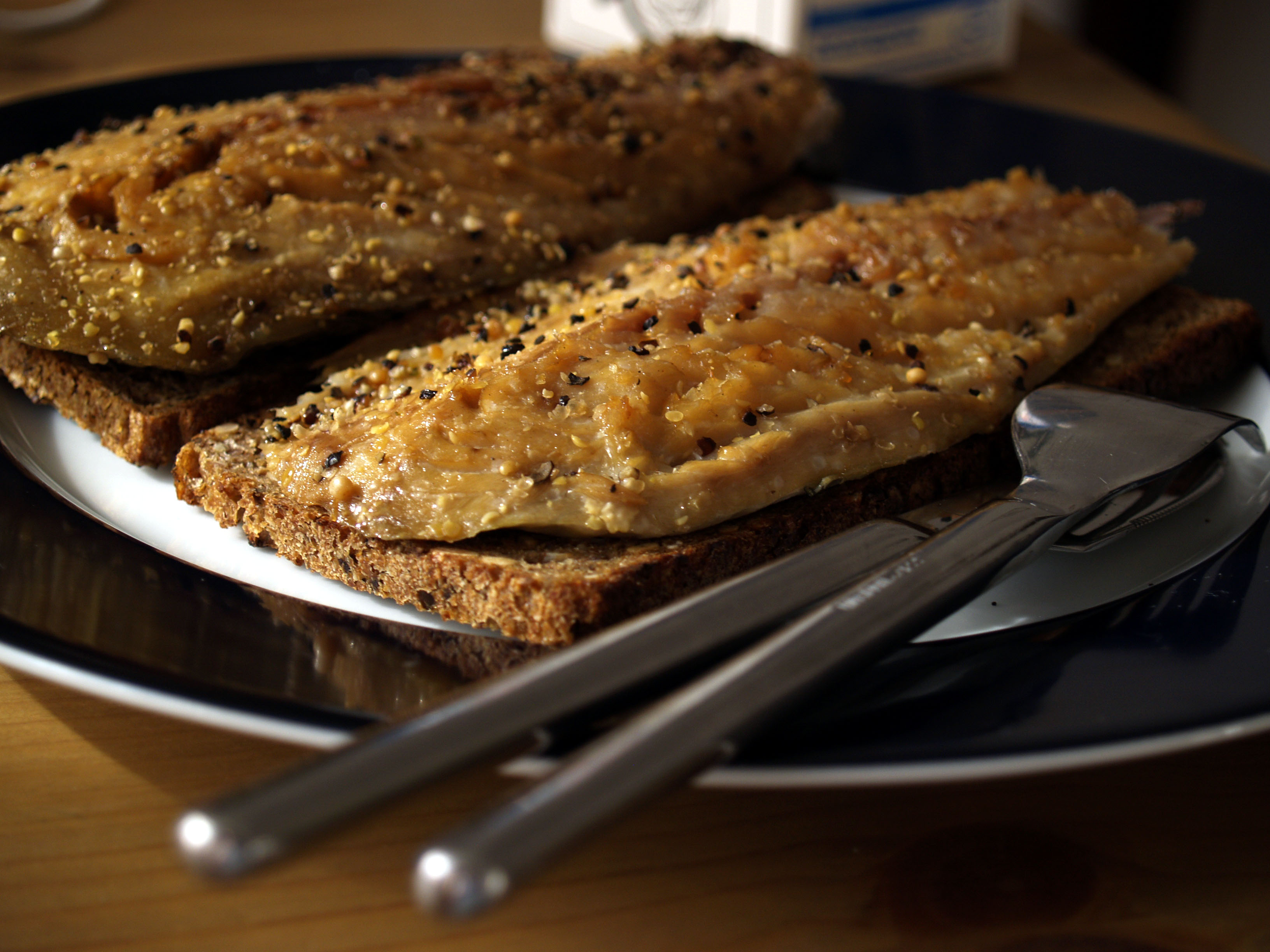
ライ麦パンとサバの燻製
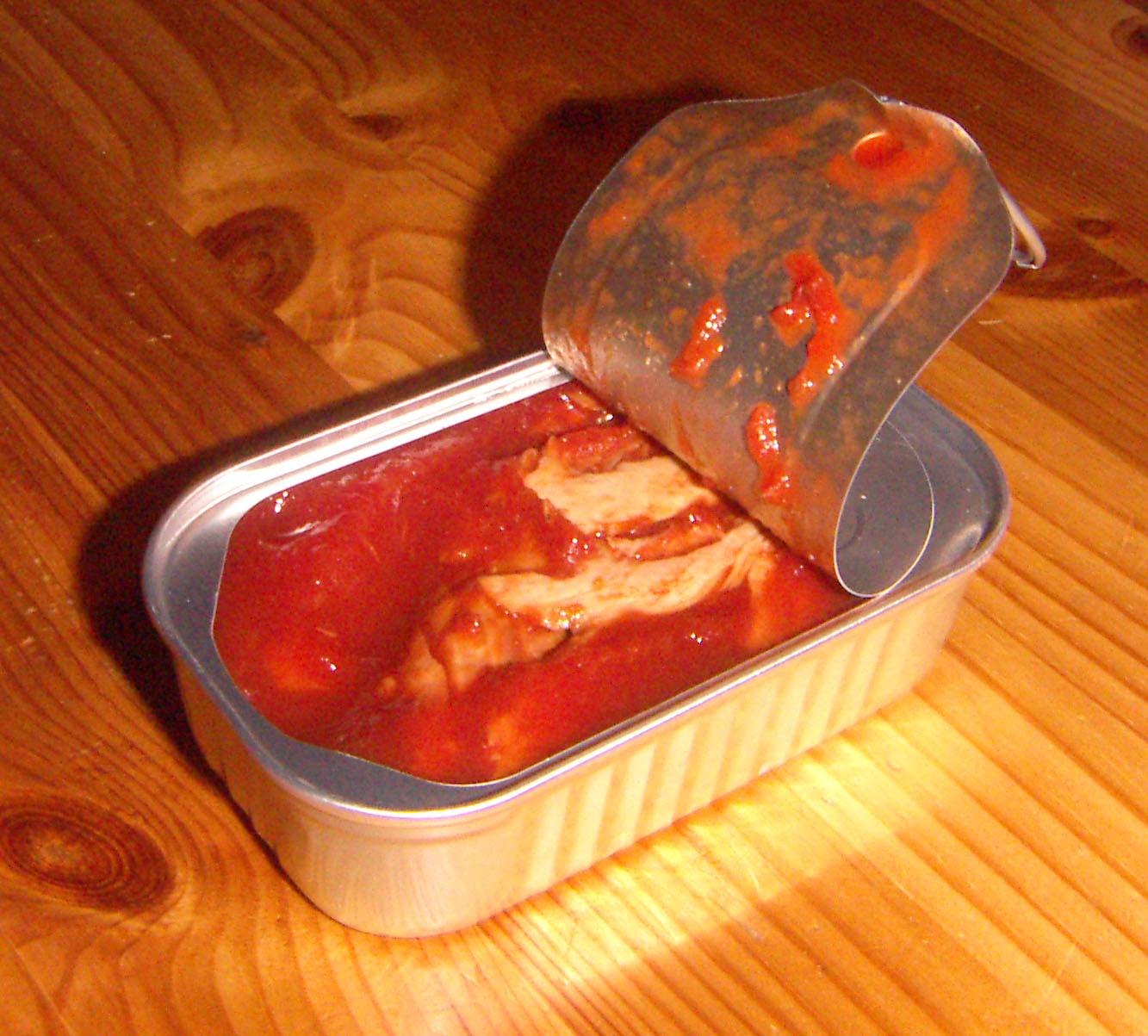
サバとトマトソースの缶詰
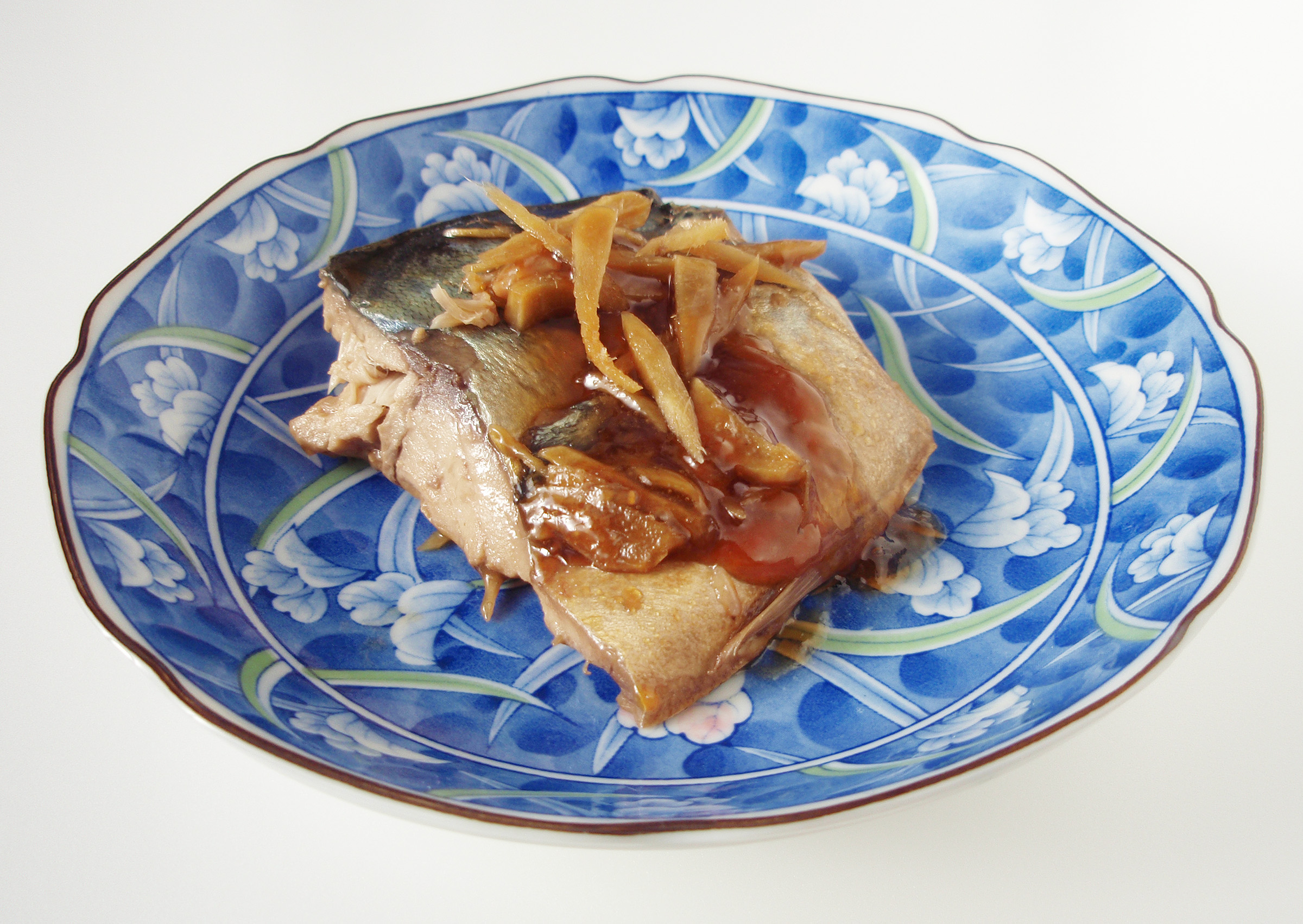
鯖の煮付け
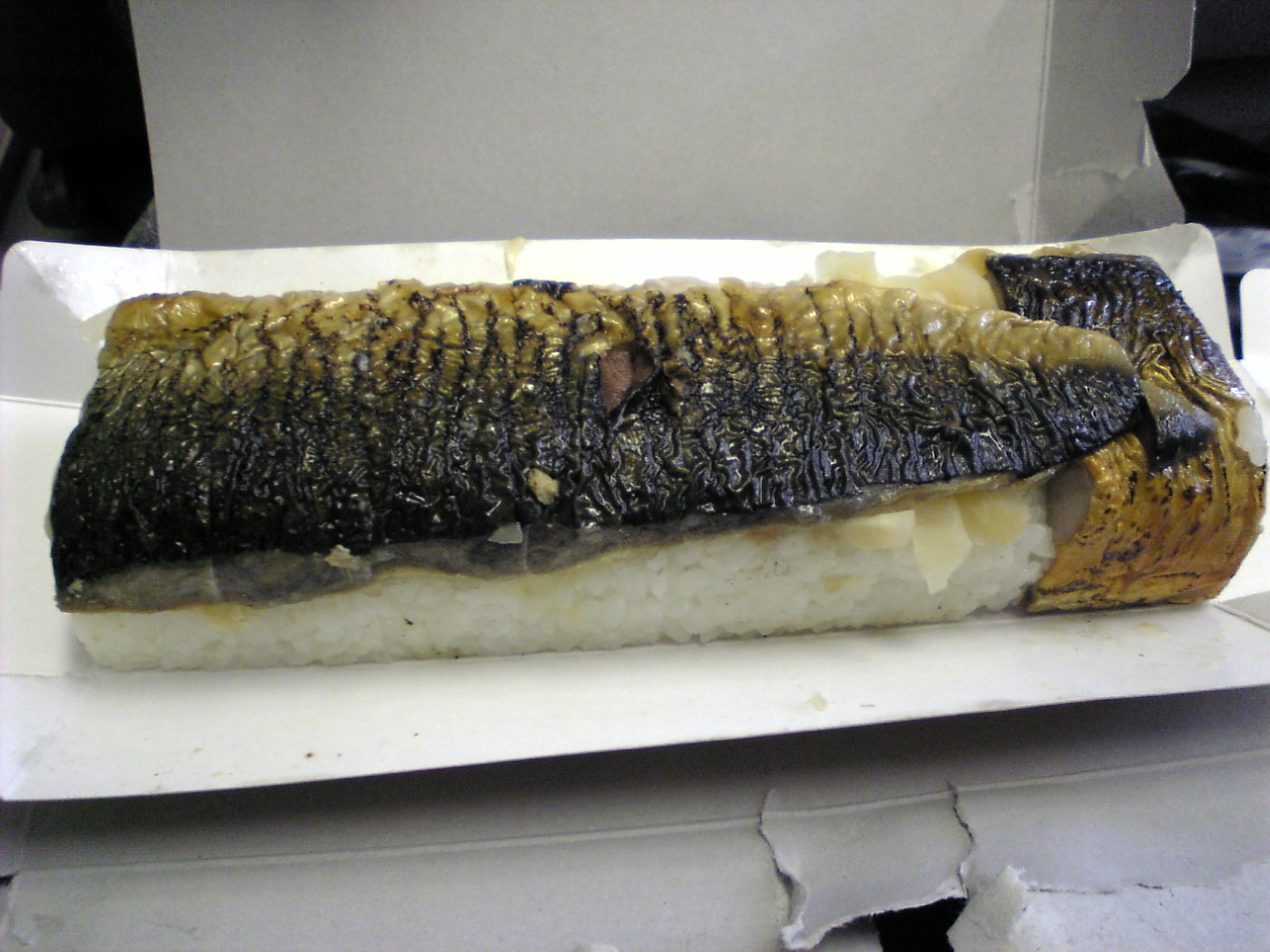
駅弁の鯖寿司（敦賀駅にて）
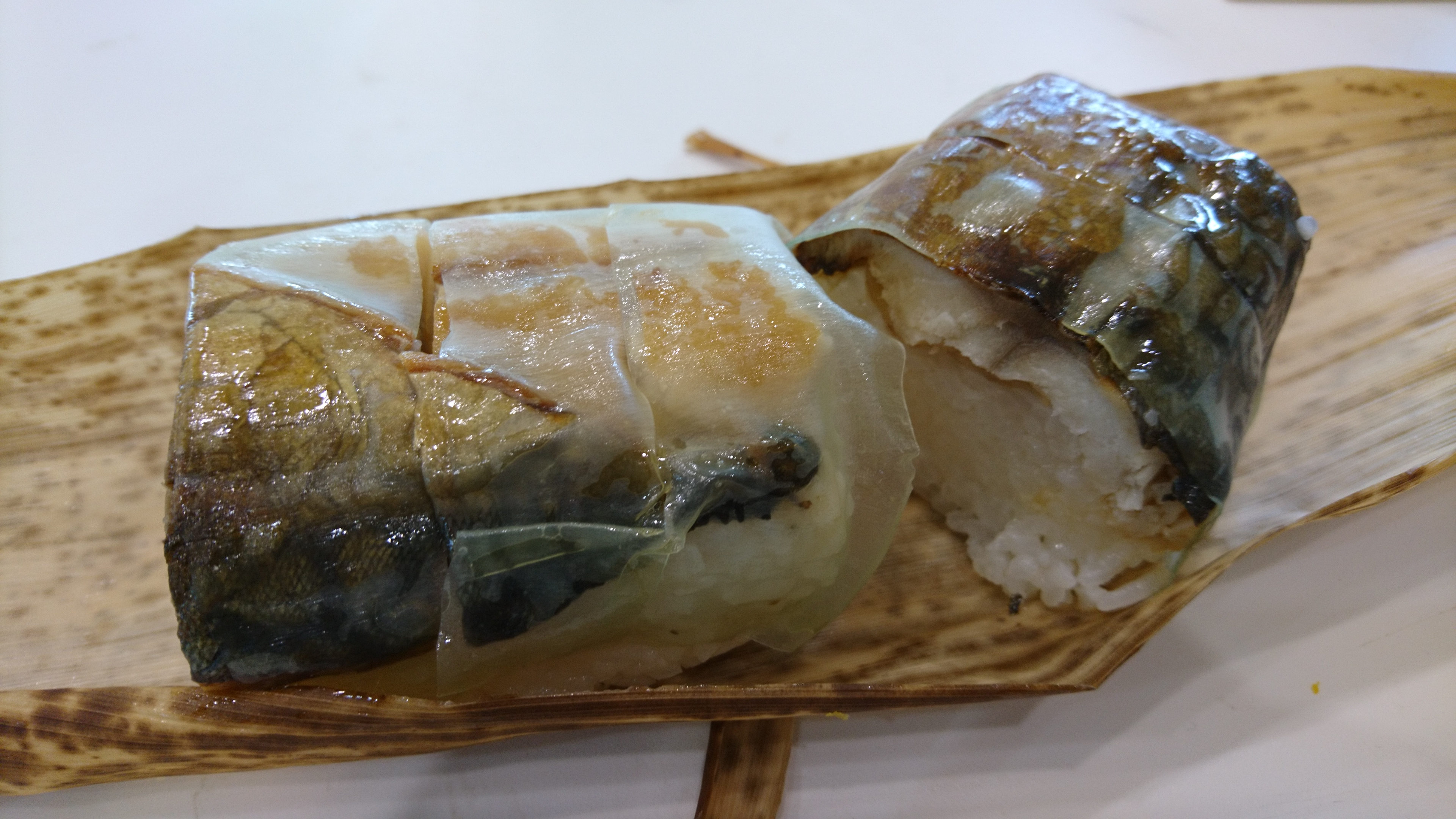
焼き鯖寿司
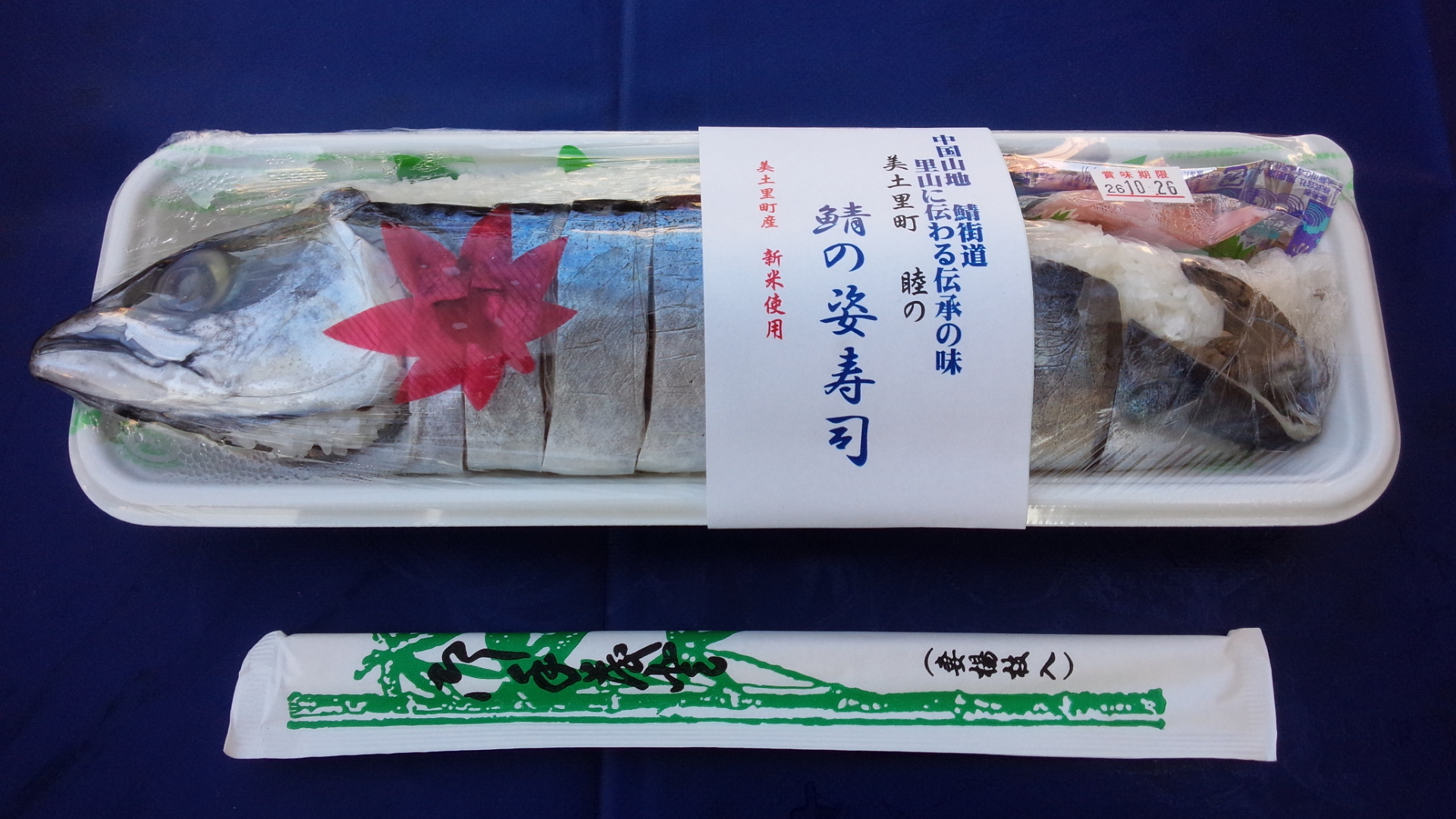
鯖の姿寿司
鯖寿司の1種、ピンと巻
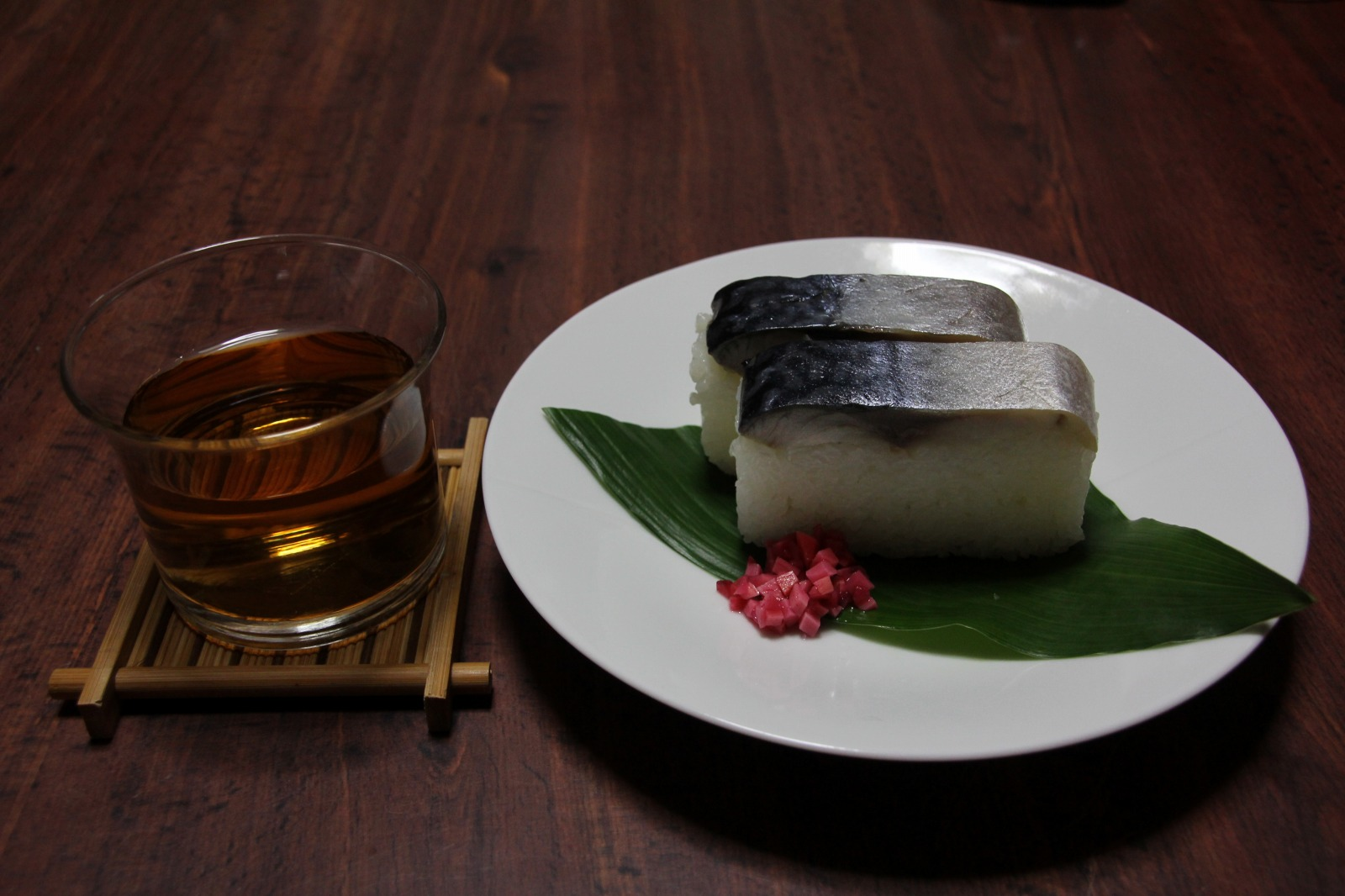
精華町に伝わる鯖寿司
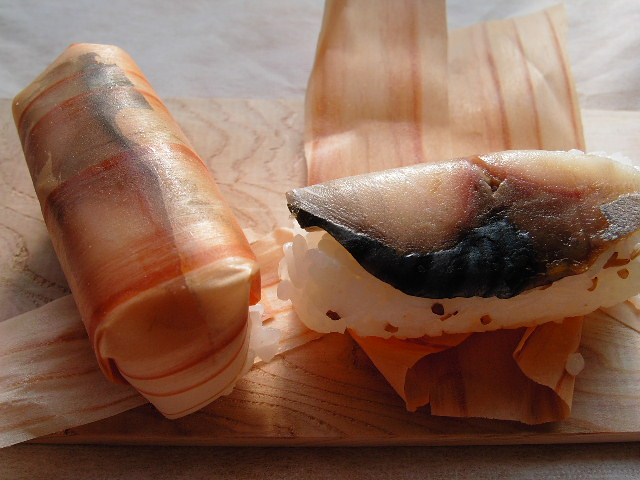
薄皮に包まれた鯖寿司
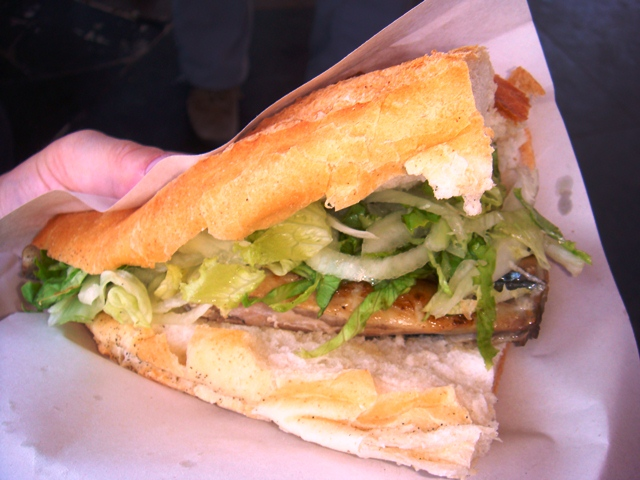
鯖サンド（バルク・エキメキ）

| 項目                                    | 分量（g） |
| --------------------------------------- | --------- |
| 脂肪                                    | 7.89      |
| 飽和脂肪酸                              | 2.247     |
| 14:0（ミリスチン酸）                    | 0.34      |
| 16:0（パルミチン酸）                    | 1.389     |
| 18:0（ステアリン酸）                    | 0.441     |
| 一価不飽和脂肪酸                        | 2.629     |
| 16:1（パルミトレイン酸）                | 0.47      |
| 18:1（オレイン酸）                      | 1.328     |
| 20:1                                    | 0.325     |
| 22:1                                    | 0.485     |
| 多価不飽和脂肪酸                        | 1.94      |
| 18:2（リノール酸）                      | 0.116     |
| 18:3（α-リノレン酸）                    | 0.05      |
| 18:4（ステアリドン酸）                  | 0.125     |
| 20:4（未同定）                          | 0.081     |
| 20:5 n-3（エイコサペンタエン酸（EPA）） | 0.509     |
| 22:5 n-3（ドコサペンタエン酸（DPA））   | 0.123     |
| 22:6 n-3（ドコサヘキサエン酸（DHA））   | 0.932     |

### 寄生虫
サバの身にはアニサキスが寄生していることもある。アニサキスは加熱や冷凍で死滅するが、酢で締めても死滅しないので〆鯖もアニサキス症の危険がある。鮮度が落ちると内臓から身へ移るので、鮮度の良いうちに内臓を処理する。アニサキス保有リスクがあるにもかかわらず、西日本の特に北部九州などでは生食の習慣がある。その要因の一つとして収穫地域により保有するアニサキスの種類が異なり、生食習慣のある地域で食されるサバが保有する種類のアニサキスは内臓から肉身に移行する率が極めて低いためだとするアニサキスの種類原因説が挙げられている。

### 鮮度維持の難しさ
古来よりサバは、食あたりが発生しやすい食材と知られており、サバの生き腐れと呼ばれてきた。これは脂肪分が多く鮮度低下が比較的早いということと、環境中に常在するヒスタミン生産細菌によりヒスタミン中毒が生じることが原因である。鮮度の低下を防ぐために、釣りで捕獲した際は低温で保管するのはもちろんのこと、エラを切除するか首を折った後に海水に漬けて血抜きをすることが推奨される。冷蔵・冷凍技術や自動車がなかった近世以前に、若狭国から京都へ通じる鯖街道で運ばれた鯖は、塩をまぶして劣化を防いでいた。
低温だけではヒスタミン生産細菌の増殖とヒスタミンの生成を抑制することはできず、温度5℃で5日間の保存により官能的に腐敗臭を感じない状態でも、ヒスタミン量が中毒の閾値を超える場合もある。また、調理の加熱ではヒスタミンは分解されず食品中に残存する。一方、酢で洗うなどの処理はヒスタミン生産細菌の増殖を抑制することができるため、鮮度保持には有効である。

## 文化

### 食と信仰
古くから日本人になじみの深い食用魚である。縄文時代の遺跡である青森県の三内丸山遺跡でブリなどとともにサバの骨が出土した。「さば」の名称は古く、一説には、小さい歯が多いことから「小（さ）歯（ば）」の意であるという。平安時代には中男作物（地方産物を納めさせる税）として貢納され、また鯖売りの行商が行われていたなどという記録がある。
鯖は1年中日本近海で漁獲されるが、特に漁獲量の多いマサバは秋が旬とされている。「秋鯖は嫁に食わすな」という嫁いびりに繋げた言葉があるが、現代では「脂肪が多いから嫁さんには良くない」という解釈もある。
現代では、語呂合わせから3月8日が「鯖の日」とされている。鯖食愛好者でつくる全日本さば連合会などにより、2014年から毎年、各地の水揚げ漁港で鯖料理の即売などを行う「鯖サミット」が開かれている。また「SABAR」（サバー）など鯖料理を売り物にする飲食店の展開、鳥取県岩美町とJR西日本などが連携した陸上養殖ブランド鯖「お嬢サバ」の売り込みなど、鯖食文化の高付加価値化が進んでいる。
徳島県海陽町には、弘法大師（空海）を本尊とする鯖大師本坊（八坂寺）という寺がある。「鯖斷ち三年祈願」と言って、願掛けした後に鯖を3年間食べないことで、病気平癒・子宝成就・心願成就の御利益があると信じられている。旅僧姿の弘法大師または行基が旅僧の姿で鯖を請うたのに、商人または馬子が荷物の鯖を与えなかったため罰せられたという伝説がある。
『おもしろ金沢学』（北國新聞社）の「棟上げのサバは天狗よけ」という項目によると、越中五箇山や飛騨白川郷といった日本海に近い山間部では、正月の膳に必ず能登の塩サバが用意された記録がある、という。氷見や新湊ではブリが「年取り魚」となっているが、山間部ではサバが使われた。
トルコ最大の都市イスタンブールでは、金角湾にかかるガラタ橋からのサバ釣りと、その横でのサバサンド屋台が名物となっている。
また鯖は天狗が苦手とするものだという。

### 比喩
年を誤魔化す際の「鯖を読む」という言葉は、鯖が大量に捕れ、かつ鮮度低下が激しいため、漁師や魚屋が数もろくに数えず大急ぎで売りさばいたのが起源という説がある。
相撲の鯖折りの語は、釣り上げた鯖の鮮度を保つために、えらから指を入れて頭部を上方に折り曲げるという手法がよく取られたことに由来する。
英語において虎猫のうち縞模様が平行のものをマッカレルタビー（mackerel tabby）と呼ぶ。日本でもサバのような青みがかった縞の猫を鯖猫（さばねこ）と呼ぶが、これは英語ではシルバーマッカレルタビー（silver mackerel tabby）と呼ばれる。
フランスでは四月馬鹿（エイプリルフール）のことを Poisson d'avril （4月の魚）という。この「4月の魚」の意味は鯖を指しているが、これは鯖が4月に入るとたくさん釣れるためという説もある。
日本では、鯖は サーバ（主にWebサーバ）を指すインターネットスラングとしても使用される。